# Eddy Jharap

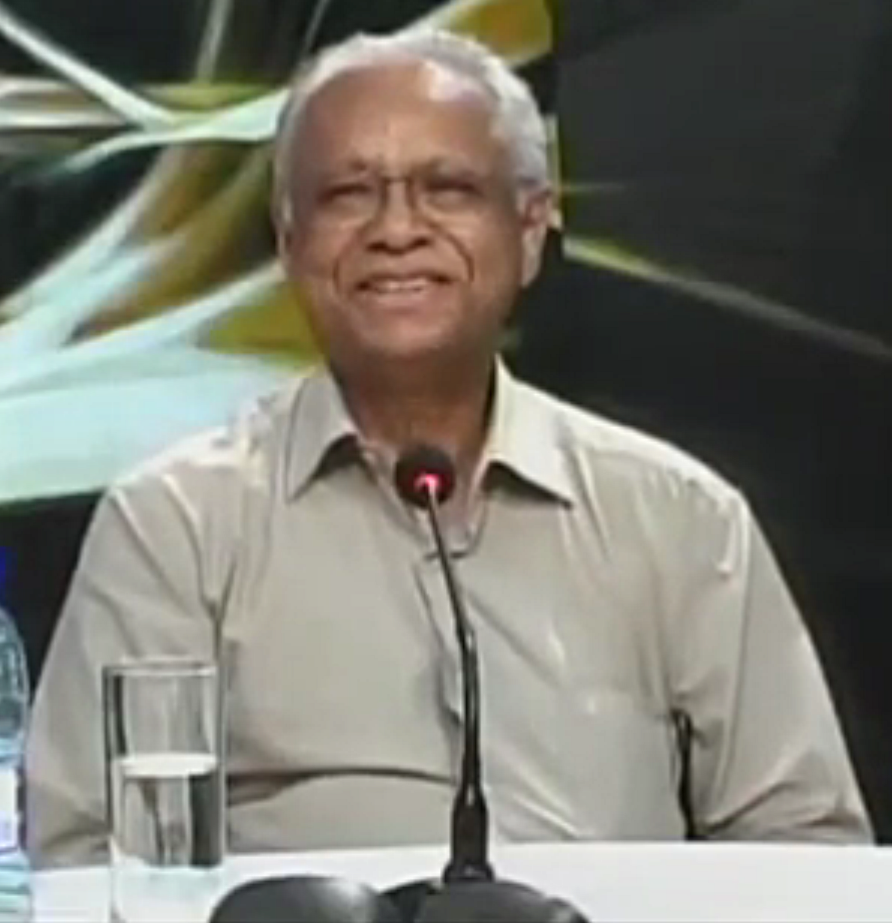
Eddy Jharap in 2015.

Srirampersad Eduard (Eddy) Jharap (Bomapolder (district Suriname), 24 juni 1944) is een Surinaams geoloog en zakenman.

## Biografie
Eddy Jharap werd geboren in een arm landbouwersgezin van 10 kinderen. 1964 behaalde hij het diploma van de Algemene Middelbare School en kreeg een studiebeurs voor geologie van de bauxietmaatschappij Suralco. Hij vertrok naar Nederland om daar te studeren. Als afgestudeerde trad Jharap bij zijn terugkeer in Suriname in 1970 in dienst van de Geologisch Mijnbouwkundige Dienst (GMD). Een hoogtepunt in zijn leven was 25 november 1982: de dag van zijn eerste succesvolle olieboring.
Hij heeft zijn bekendheid te danken aan het succes van de Staatsolie Maatschappij Suriname N.V. tijdens zijn beleid als algemeen directeur gedurende 25 jaren (sinds 1980). Eddy Jharap is de eerste werknemer, eerste directeur en de eerste jubilaris met 25 dienstjaren van het bedrijf. Hij werd in 2005 opgevolgd door Marc Waaldijk.
In de jaren zeventig was hij een van de oprichters van de Volkspartij. De militaire staatsgreep van februari 1980 bracht een einde aan zijn politieke carrière, omdat partijpolitieke activiteiten geruime tijd verboden werden.
In 1998 wilde de regering-Wijdenbosch Staatsolie verkopen. Hugo Coleridge, de ontdekker van de olie in het Calcutta-olieveld, stapte als President Commissaris van de RvC van Staatsolie op om zijn onvrede kenbaar te maken. Jharap, oprichter en directeur van Staatsolie, verzette zich tegen de plannen en werd door de Jules Wijdenbosch (NDP) ontslagen. De rechter draaide het ontslag later terug. Doordat protesten Wijdenbosch ten val brachten, waren de verkoopplannen van de baan.

## Onderscheidingen
Eddy Jharap werd in 1997 onderscheiden met de Rotary Vocational Excellence Award. In het jaar van zijn afscheid van Staatsolie Maatschappij Suriname, 2005, eveneens het 25-jarige jubileum van het bedrijf, werden twee monumenten opgericht: een borstbeeld van hem en het monument Vertrouwen in Eigen Kunnen. Sinds hetzelfde jaar is hij drager van het Grootlint in de Ereorde van de Gele Ster. In 2007 werd hij benoemd tot Officier in de Ereorde van de Palm.